# 高慢チキ子ちゃん
『高慢チキ子ちゃん』（こうまんチキこちゃん）は、早稲田ちえによる日本の漫画作品。

## 概要
『なかよし』（講談社）において、1999年に連載された。

## 書誌情報
早稲田ちえ 『高慢チキ子ちゃん』 講談社〈講談社コミックスなかよし〉、全1巻
- 1巻、1999年8月6日発行、ISBN 4-06-178920-1